# Clomipramin
Clomipramin ist eine chemische Verbindung aus der Gruppe der Dibenzazepine. Pharmakologisch ist es der Gruppe der trizyklischen Antidepressiva zuzurechnen. Es wird fast ausschließlich in Form des besser wasserlöslichen Hydrochlorids eingesetzt. Clomipramin ist ein Derivat von Imipramin, einem anderen trizyklischen Antidepressivum. Es unterscheidet sich von diesem nur durch einen zusätzlichen Chlor-Substituenten.
Clomipramin dient bis heute als Vergleichsstandard bei der Entwicklung von neuen Psychopharmaka zur Behandlung der Zwangsstörung. Wegen seiner hohen Wirksamkeit wurde Clomipramin als einziges Medikament in die WHO-Liste der unentbehrlichen Arzneimittel in der Kategorie obsessive compulsive disorders („Zwangsstörungen“) aufgenommen.

## Geschichte
Clomipramin wurde in den 1960er Jahren vom Schweizer Pharmaunternehmen Geigy (heute Novartis) entwickelt. In Deutschland wird es bis heute unverändert unter dem Handelsnamen Anafranil von Dolorgiet (Bad Godesberg) vertrieben; inzwischen ist es als Generikum von zahlreichen Herstellern verfügbar.

## Wirkweise
Clomipramin wirkt vorwiegend antriebssteigernd und stimmungsaufhellend. Die stimmungsaufhellende Wirkung des Clomipramin setzt in ca. 1–2 Wochen, die antiobsessive (Wirkung gegen Zwangssymptome) etwas später ein.
Es zeichnet sich durch ein duales Wirkprinzip aus – nämlich Serotonin- und Noradrenalin-Wiederaufnahme-Hemmung, begleitet von α1-Adrenorezeptoren-Blockade. Die Down-Regulation der β-Adrenorezeptoren gehört zu den therapeutischen Effekten. Im lysosomalen Lipidstoffwechsel hemmt Clomipramin außerdem die saure Sphingomyelinase und gehört somit zur pharmakologischen Gruppe der FIASMAs.

## Anwendung
Clomipramin ist bei der Behandlung von Zwangsstörungen deutlich wirksamer als die SSRI. Es besitzt ein breites therapeutisches Spektrum: So wird es in der Therapie von schweren, behandlungsresistenten und chronischen Depressionen sowie Angstzuständen (z. B. Agoraphobie) häufig verwendet und zwar mit einem gut dokumentierten Erfolg.
Der Wirkstoff wird außerdem zur Behandlung der Kataplexie eingesetzt, einem der vier Leitsymptome der Schlafstörung Narkolepsie.

## Gewinnung und Darstellung
Eine zweistufige Synthese geht vom 3-Chlor-10,11-dihydro-5H-dibenzo[b,f]azepin aus, welches zunächst mit Natriumamid deprotoniert und dann mit 3-Dimethylaminopropylchlorid umgesetzt wird.
Bei einer weiteren dreistufigen Synthese wird die Dibenzazepinausgangverbindung zunächst mittels Phosgen in eine Carbamoylchloridzwischenverbindung überführt. Im zweiten Schritt entsteht mit 3-Dimethylamino-1-propanol ein Carbamatzwischenprodukt, welches dann bei Temperaturen zwischen 160 °C und 210 °C decarboxyliert wird.

## Physikalische Eigenschaften
Clomipraminhydrochlorid tritt in drei polymorphen Formen auf. Die Schmelzpunkte betragen für das Polymorph I 194 °C, für das Polymorph II 189 °C und für das Polymorph III 179 °C. Bei Polymorph I handelt es sich um die thermodynamisch stabile Form. Die beiden anderen Polymorphe sind metastabil und stehen monotrop zu Polymorph I.

## Unerwünschte Wirkungen
Die Nebenwirkungen entsprechen denen der Substanzgruppe der trizyklischen Antidepressiva, insbesondere anticholinerge Wirkungen.
Unklar ist die Mutagenität, in Tierversuchen bei der Fruchtfliege Drosophila zeigte sich eine mutagene Wirkung, d. h., es kam zu Veränderungen des Erbguts. Es ist unklar, was das für den Menschen bedeutet.

### Schwangerschaft
Es gibt klare Hinweise für Risiken des menschlichen Fötus bei Einnahme während der Schwangerschaft, aber der therapeutische Nutzen für die Mutter kann überwiegen. Die Anwendung von Clomipramin während der Schwangerschaft ist nur bei zwingender Indikation in Betracht zu ziehen, wenn keine Alternative mit geringerem Risiko existiert.
In Tierstudien wurden keine teratogenen Wirkungen beobachtet. Jedoch kann Clomipramin bei pränataler Verabreichung und bei Gabe während der Stillphase Verhaltensstörungen bei den Nachkommen der Muttertiere auslösen.

### Fahrtüchtigkeit
Es können verschwommenes Sehen, Benommenheit und andere Symptome des Zentralnervensystems auftreten, die das Autofahren und das Bedienen von Maschinen beeinflussen können.

## Wechselwirkungen
Grapefruitsaft kann durch Enzymhemmung den Abbau von Clomipramin in der Leber reduzieren und so die Bioverfügbarkeit des Psychopharmakons um etwa das Vierfache steigern.

## Neonatal Clomipramin
Seit 1982 haben Wissenschaftler die Technik Neonatal Clomipramine verwendet, um Tiere aufzuziehen, die in der Depressionsforschung benutzt werden. Wenn 8–21 Tage alte Ratten Clomipramin erhalten, entwickeln sie als Erwachsene einen Zustand, welcher der Depression bei Menschen ähnelt.

## Handelsnamen
Monopräparate

Anafranil (D, A, CH), verschiedene Generika